# Karl C. Thalheim
Karl Christian Thalheim (* 26. Mai 1900 in Reval in Estland; † 1. Juni 1993 in Berlin) war ein deutscher Nationalökonom und Hochschullehrer für Volkswirtschaft.

## Leben
Karl C. Thalheim, Sohn des kaufmännischen Angestellten Edmund Thalheim und dessen Ehefrau Elisabeth geborene Johannson, studierte ab 1919 an der Universität Leipzig Wirtschaftswissenschaften (zusätzlich Geschichte, Germanistik). 1925 wurde er  mit einer Arbeit Das deutsche Auswanderungsproblem der Nachkriegszeit in Staatswissenschaften zum Dr. rer. pol. promoviert. Von 1920 bis 1928 war Thalheim am Institut für Auslandskunde, Grenz- und Auslandsdeutschtum und bei der dem Institut angeschlossenen Mitteldeutschen Auswanderungsberatungsstelle in Leipzig beschäftigt.
Im Jahr 1928 habilitierte er sich an der Handelshochschule Leipzig im Fach Volkswirtschaftslehre. Zunächst arbeitete er als Privatdozent an der Hochschule, ehe er 1931 zum Lehrbeauftragten für Wirtschaftssoziologie und Sozialpolitik an der Universität Leipzig wurde. Ein Jahr später wurde er außerplanmäßiger außerordentlicher, 1940 planmäßiger ordentlicher Professor an der Universität. Nachdem er ab 1938 Leiter des Weltwirtschafts-Instituts der Universität war, erhielt er 1942 eine Stelle als ordentlicher Professor der Wirtschaftslehre.
Thalheim war Nationalsozialist, trat 1933 der SA, 1934 der NSV und dem NS-Lehrerbund, 1936 dem NS-Dozentenbund, 1937 der NSDAP und 1939 dem NS-Altherrenbund bei. Am 11. November 1933 gehörte er zu den Aufrufern für ein Bekenntnis der Professoren an den deutschen Universitäten und Hochschulen zu Adolf Hitler und dem nationalsozialistischen Staat.
In dem von ihm und dem NS-Propagandisten Arnold Hillen Ziegfeld 1936 herausgegebenen Propyläen-Band Der deutsche Osten. Seine Geschichte, sein Wesen und seine Aufgabe huldigte Thalheim der großen inneren Bewegung, die der Sieg des Nationalsozialismus im Reiche überall auf der Welt ausgelöst habe. Überall, wo Deutsche im Osten leben, gehe es um die Sicherung der inneren völkischen Einheit, ohne die keine dieser auf Vorposten stehenden Volksgruppen ihre völkische Existenz zu behaupten vermag.
1941 erschien sein Aufsatz Die natürlichen und gesellschaftlichen Grundlagen der Wirtschaft mit einem Kapitel „Bevölkerung“, in welchem Thalheim schrieb:
Der nationalsozialistische Staat weiß aber auch, dass eine Volksvermehrung nur dann wertvoll ist, wenn sie von den erbgesunden Familien getragen ist. Nur diese wird daher gefördert, während die Vermehrung der Erbkranken und der Asozialen (...) mit harten, aber für die Zukunft des Volkes notwendigen Mitteln gehemmt wird.
In demselben Aufsatz schrieb er: „Die Reinigung des deutschen Kulturlebens von zersetzenden Einflüssen, die besonders vom Judentum ausgingen, war für eine solche innere Erneuerung eine unbedingte Voraussetzung.“
Thalheim arbeitete auch im Kontext der neu institutionalisierten Raumforschung. Allein zwischen 1936 und 1939 erhielt er rund 13.000 Reichsmark Fördergelder von der Reichsarbeitsgemeinschaft für Raumforschung für diverse Forschungsprojekte. Seit 1936 fungierte Thalheim als Leiter der Hochschularbeitsgemeinschaft für Raumforschung an der Handelshochschule Leipzig.
Zur Politik, der von der NSDAP so bezeichneten „Evakuierungen“ verkündete Thalheim auf einem Vortrag der Deutschen weltwirtschaftlichen Gesellschaft in Berlin am 28. November 1941: Die Zukunft gehört Wanderungen in der Hand des Staates – einer streng gelenkten, nach den Gesichtspunkten des völkischen Gesamtinteresses ausgerichteten Wanderung!
Ab 1942 war Thalheim im wissenschaftlichen Beirat der Gesellschaft für europäische Wirtschaftsplanung und Großraumwirtschaft.
1949 wurde er von der Berliner Zentralbank als stellvertretender Leiter der Volkswirtschaftlichen Abteilung engagiert, ein Jahr später nahm er dieselbe Position bei der Berliner Industrie- und Handelskammer an. Ab 1951 war er wieder als ordentlicher Professor für Volkswirtschaft an der FU Berlin tätig. Er baute als Leiter der Wirtschaftswissenschaftlichen Abteilung das Osteuropa-Institut an der Berliner Freien Universität auf. Thalheim war nach dem Zweiten Weltkrieg bis zu seinem Tod einer der wichtigsten Akteure der wirtschaftswissenschaftlich ausgerichteten DDR-Forschung. Bis 1955 führte er die Berliner Außenstelle des Bad Godesberger Instituts für Raumforschung.
Thalheim behauptete 1966 über seine Schriften aus der Zeit des Nationalsozialismus gegenüber Rolf Seeliger: „Ich habe an den schrecklichen [...] Unsinn, der in diesen Sätzen steht, nie geglaubt. Ich bin nie Antisemit gewesen.“ 1961 bis 1969 gehörte er dem Direktorium des Bundesinstituts für ostwissenschaftliche und internationale Studien an. 1968 wurde er emeritiert. 1975 bis 1987 war er Vorstand der Berliner Forschungsstelle für gesamtdeutsche wirtschaftliche und soziale Fragen. 1968 erhielt er in Kassel den Brüder-Murhard Preis und wurde emeritiert.
Er war evangelisch, zuletzt verwitwet und hatte einen promovierten Sohn Holger Thalheim.

## Schriften (Auswahl)
- Das deutsche Auswanderungsproblem der Nachkriegszeit. Rohland und Berthold, Crimmitschau 1926.
- Sozialkritik und Sozialreform bei Abbe, Rathenau und Ford. Hobbing, Berlin 1929.
- Das Grenzlanddeutschtum. Mit besonderer Berücksichtigung seines Wirtschafts- und Soziallebens. De Gruyter, Berlin 1931.
- Autarkie - weder Ziel noch Schicksal. Meiner, Leipzig 1933.
- Werden und Wesen der modernen Wirtschaft. Reclam, Leipzig 1934.
- Sozialpolitik. Reclam, Leipzig 1934.
- Die Weltwirtschaft. Reclam, Leipzig 1934.
- Die natürlichen und gesellschaftlichen Grundlagen der Wirtschaft. Reclam, Leipzig 1934.
- Die Finanzierung der Wirtschaft : (Bank- und Börsenwesen). Reclam, Leipzig 1934.
- Das ABC der Volkswirtschaft. Ein Nachschlagewerk über das Wirtschafts- und Sozialleben der Gegenwart. E. A. Seemann, Leipzig 1934.
- Agrarpolitik. Reclam, Leipzig 1934.
- Einführung in die deutsche Sozialpolitik. J. F. Lehmanns Verlag, München  1939.
- (als Mitherausgeber): Der Deutsche Osten. Seine Geschichte, sein Wesen und seine Aufgabe. Propyläen-Verlag, Berlin 1936.
- Grundzüge des sowjetischen Wirtschaftssystems. Verlag Wissenschaft und Politik, Köln 1962.
- Die Wirtschaft der Sowjetzone in Krise und Umbau. Duncker & Humblot, Berlin 1964.
- Beiträge zur Wirtschaftspolitik und Wirtschaftsordnung. Gesammelte Aufsätze und Vorträge; aus Anlaß seines 65. Geburtstages. Duncker & Humblot, Berlin 1964.
- als Mitherausgeber: Wirtschaftsreformen in Osteuropa. Verlag Wissenschaft und Politik, Köln 1968.
- als Hrsg.: Wolfgang Förster. Festschrift zum 65. Geburtstag. 1977.
- Die wirtschaftliche Entwicklung der beiden Staaten in Deutschland.Tatsachen und Zahlen. Leske und Budrich, Opladen 1978, ISBN 3-8100-0274-7 (3. Auflage 1988).
- Die Wirtschaftspolitik der DDR im Schatten Moskaus. Niedersächsische Landeszentrale für politische Bildung, Hannover 1979.

Festschriften
- Wolfgang Förster (Hrsg.): Beiträge zur Theorie und Praxis von Wirtschaftssystemen. Festgabe für Karl C. Thalheim zum 70. Geburtstag. Duncker & Humblot, Berlin 1970.